# Sneltreinbus
De sneltreinbus was een hoogwaardige openbaar vervoer-verbinding tussen Oosterhout en Utrecht en later meer verbindingen. In 1994 werd de sneltreinbus vervangen door het landelijke concept Interliner.
In 1986 startte BBA samen met de Nederlandse Spoorwegen een proef om de Brabantse stad Oosterhout met Utrecht te verbinden via Rijksweg 27. Op 29 september startte de lijn met een uurdienst. De relatief grote stad Oosterhout had geen treinstation, waardoor OV-reizigers richting Utrecht eerst via 's-Hertogenbosch dienden te reizen. Het idee was dat er voor een snelle luxebus over de snelweg voldoende potentie was. Het aantal reizigers viel in eerste instantie tegen. Van de 600 verwachte dagelijkse reizigers werden er in eerste instantie slechts 280 gerealiseerd. Desondanks werd het project doorgezet en nam het aantal reizigers gestaag toe, vooral toen een bushalte bij de afrit Sleeuwijk werd geopend.
Er werden relatief luxueuze bussen voor ingezet met veel stoelen en een comfortabele bekleding. Daarnaast waren leeslampjes en luchtblazers beschikbaar voor reizigers. De dienstregelingen van de sneltreinbus werden gepubliceerd in het spoorboekje van de Nederlandse Spoorwegen.

## Uitbreidingen
Vanaf mei 1990 reed een sneltreinbuslijn tussen station Dordrecht en Oosterhout. In september 1993 werd de dienst uitgebreid met een buslijn tussen Breda en Utrecht. Op 1 mei 1994 werd ten slotte nog lijn 93 geopend tussen Dordrecht en 's-Hertogenbosch. Per dienstregelingjaar werd het aantal ritten van de diverse lijnen uitgebreid.

## Lijnen
- 90: Oosterhout - Raamsdonksveer - Vianen (per 6-9 1992) - Utrecht
- 91: Oosterhout - Raamsdonksveer - Made - Dordrecht
- 92: Breda - Utrecht
- 93: Dordrecht - Made - Raamsdonksveer - Waalwijk - Drunen - 's-Hertogenbosch

## Materieel
Bij de start van de Sneltreinbus in september 1986 waren de aangeschafte bussen serie 941-944 nog niet afgebouwd. Om die reden werden van de NZH drie bussen uit de serie 6602-6604, type DAF MB200DKL600 Den Oudsten. In 1990 werd de Sneltreinbus uitgebreid. Hiervoor werden door de BBA 7 bussen type Volvo B10M-Berkhof Excellence 500 991-997 aangeschaft. Deze wagen gingen later over naar de Interliner.

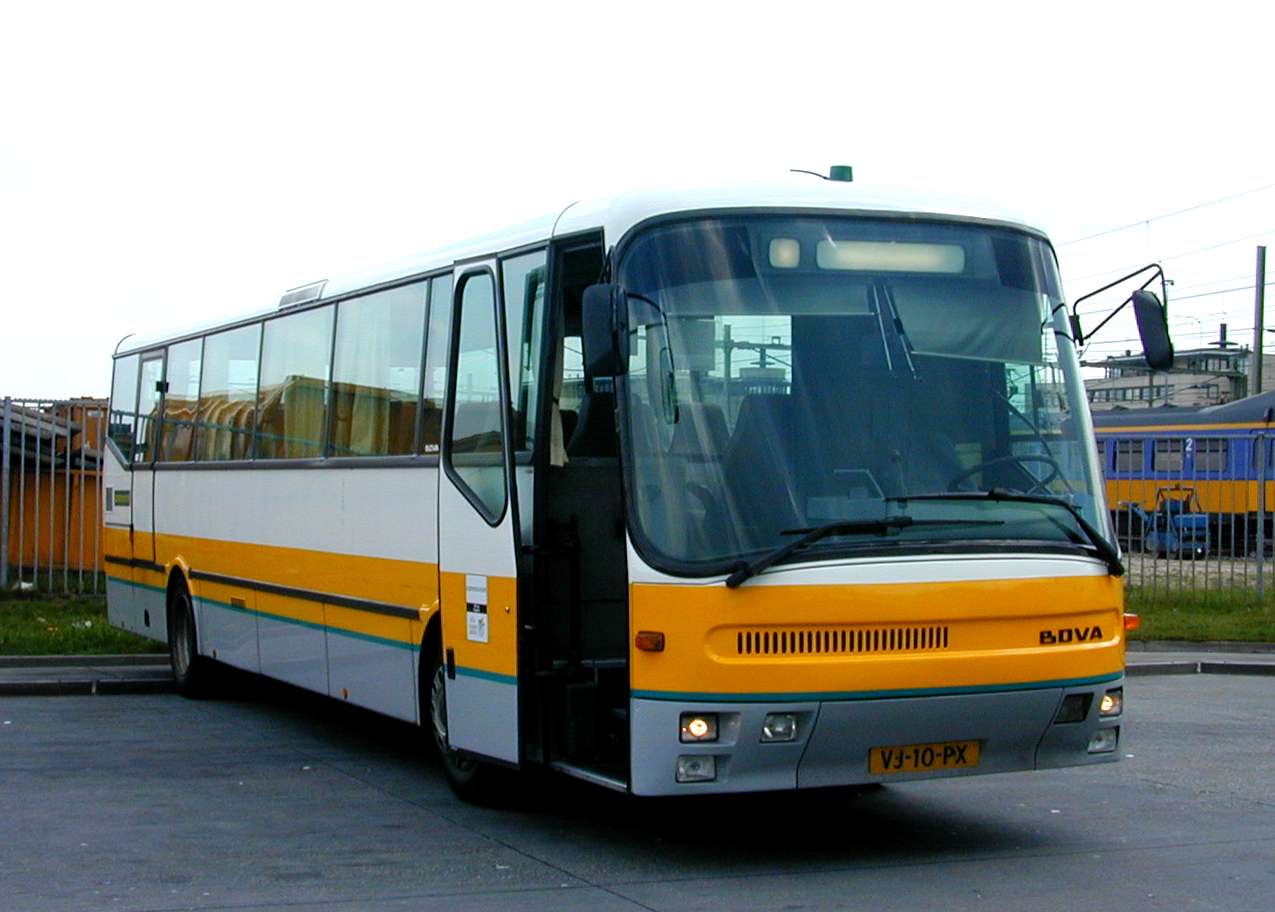
Bova FVD Futura 247 van Centraal Nederland. Bussen van dezelfde serie werden in de laatste fase van de Sneltreinbus en de beginfase van de Interliner ook door de BBA ingezet.

In september 1993 wordt het netwerk uitgebreid met een verbinding Utrecht - Breda, enige tijd later ook tussen Dordrecht en 's-Hertogenbosch. Van Centraal Nederland huurde de BBA de BOVA Futura's FVD 257-262 (vernummerd tot 891-896) sinds 1993. In 1994 werden van Centraal Nederland/Midnet nogmaals 10 Futura's FVD gehuurd, serie 801-810 (voormalige 240, 238, 242, 249, 252, 239, 241, 243-245). De laatste wagens bleven in de grijze Shuttle-kleuren, gezien de komst van de Interliner.

## Einde
Op 6 november 1994 werden de buslijnen van het Sneltreinbus-project vervangen door het landelijke Interliner-project. Het materieel van de sneltreinbus werd gebruikt voor de Interliner en later andere lijnen. Als herinnering aan de sneltreinbus is de BBA 944 bewaard gebleven door de Stichting Veteraan Autobussen.